# Сара Алто
Сара Софија Алто (фин. Saara Sofia Aalto; Оулу, 2. мај 1987) финска је поп певачица, композитор, текстописац и гласовна глумица. Светској јавности постала је позната након учешћа у британској верзији телевизијског музичког такмичења X Factor 2016. када је заузела друго место у суперфиналу. Две године касније представљала је Финску на Песми Евровизије у Лисабону где је са песмом Monsters успела да се квалификује за финале. У својој земљи наступа у бројним мјузиклима, а такође позајмљује глас у синхронизацијама страних филмова на фински језик.
Проглашена је за „Особу године у Финској” 2016. у избору таблоида Iltalehti.

## Детињство

### Музичка каријера
Singer Saara Aalto. Photo by Ville Paul Paasimaa.jpg